# Shoreline Mafia
Shoreline Mafia é um grupo musical americano com sede em Los Angeles e atualmente assinado com a Atlantic Records. O grupo lançou sua primeira mixtape, ShoreLineDoThatShit, em novembro de 2017. Esse álbum foi relançado pela Atlantic em maio de 2018. Em agosto de 2018, eles também lançaram um EP intitulado Party Pack. Em setembro de 2019, eles lançaram o “Party Pack Vol. 2 ”pela Atlantic Records também.

## História
O Shoreline Mafia foi composto por 4 membros: Ohgeesy (nome real, Alejandro Carranza), Rob Vicious (Robert Magee), Master Kato (Malik Carson), Fenix Flexin (Fenix Rypinski) o ultimo acabou deixando o grupo em 2020. Ohgeesy e Fenix se conheceram em 2012 enquanto faziam grafite em Los Angeles. A dupla começou a fazer música logo depois e, algum tempo depois, Rob Vicious e Master Kato se juntaram a eles. Embora eles tenham produzido música por vários anos, eles não se tornaram um grupo de rap até 2016. Eles escolheram o nome Shoreline Mafia em algum momento após a sua formação.

## Discografia

### Mixtapes
| Título                       | Detalhes |
| ---------------------------- | --- |
| ShorelineDoThatShit          | - Lançado: novembro de 2017 (EUA) - Gravadora: Independente (relançado pela Atlantic em 4 de maio de 2018) - Formato: Download digital |
| Traplantic (com Rob Vicious) | - Lançado: 13 de julho de 2018 (EUA) - Gravadora: Atlantic - Formatos: Download digital, streaming                                     |
| OTXmas                       | - Lançado: 7 de dezembro de 2018 (EUA) - Gravadora: Atlantic - Formatos: Download digital, streaming                                   |

### EPs
| Título             | Detalhes                                                                                            | Posições do gráfico de pico | Posições do gráfico de pico |
| Título             | Detalhes                                                                                            | EUA                         | CAN                         |
| ------------------ | --------------------------------------------------------------------------------------------------- | --------------------------- | --------------------------- |
| Party Packcan      | - Lançado: 31 de agosto de 2018 (EUA) - Gravadora: Atlantic - Formatos: Download digital, streaming | -                           | -                           |
| Party Pack, vol. 2 | - Lançado: 4 de setembro de 2019 - Gravadora: Atlantic - Formatos: Download digital, streaming      | 61                          | 87                          |